# Софер, Марио
Марио Софер — израильский уролог, специализируется на эндоурологии. Заведующий отделением эндоурологии и мочекаменной болезни медцентра Ихилов.

## Биография
- 1987 г. Получил медицинское образование в Университете Бухареста. После переезда в Израиль прошёл интернатуру в урологическом департаменте медцентра Ихилов.
- 1995 г. Завершил интернатуру и получил лицензии хирурга-уролога.
- 1996 г. Прошёл годичную стажировку по эндоскопической урологии, спонсируемую Всемирным обществом эндоскопичской урологии, в Канаде — в Университете Западного Онтарио.
- 2000-2001 г. Обучался в аспирантуре по онкоурологии в Университете Майами (США)[1].
- С 2001 г. Работал в должности старшего врача урологического отделения медцентра Ихилов.
- С 2004 г. Возглавляет отделение эндоскопической урологии этого медицинского центра[2].

## Медицинская деятельность
Выполняет различные эндоскопические операции на мочевыводящей системе при мочекаменной болезни, пороках развития, злокачественных опухолях, травмах. Одним из первых в Израиле начал проводить энуклеацию простаты с применением гольмиевого лазера (HOLEP). Выполняет уникальные органосохраняющие операции частичной нефрэктомии при раке почки.
Преподавательская работа
- С 1994 г. Преподает в медицинской школе Тель-Авивского университета с 1994 года.
- С 2009 г. Старший преподаватель кафедры хирургии.
- В 2014 г. Руководил международным курсом эндоскопической урологии.
- В 2016 г. Приглашенный профессор Стэнфордского университета (Калифорния, США).

## Научная работа
Сделал около 90 докладов на международных научных конференциях. Имеет более 80 публикаций в международных медицинских изданиях.
Большая часть исследований профессора Софера посвящена эндоскопическим методам лечения мочекаменной болезни.
Участвовал в изучении и внедрении новых видов мочеточниковых стентов, а также в разработке новой методики чрескожной нефролитотомии. Исследовал нарушения сексуальной функции после эндоурологических процедур.